# Ланарк (графство)
 Ланарк графство  (англ. Lanark County) — графство у провінції Онтаріо, Канада. Графство є переписним районом та адміністративною одиницею провінції.
Ланарк розташований в субрегіоні Південне Онтаріо. У геологічному відношенні північна частина графства знаходиться на Канадському щиті, південна частина знаходиться відноситься до Басейну Великих озер. Тереном графства плинуть дві великі річки Міссісіпі й Рідо річка.
Ландшафт графства постльодовиковий з виходами порід підмурівку Канадського щита (гнейс, граніт і мармур), а також з великою кількістю морени що залишилося від танення Лаврентійського льодовикового щита по закінченню Останнього льодовикового періоду
Європейське заселення терену сьогоденного графства почалося у 1816 році.
 Графство було назване на честь місцевості «Ланарк» (англ. Lanark) в Шотландії.

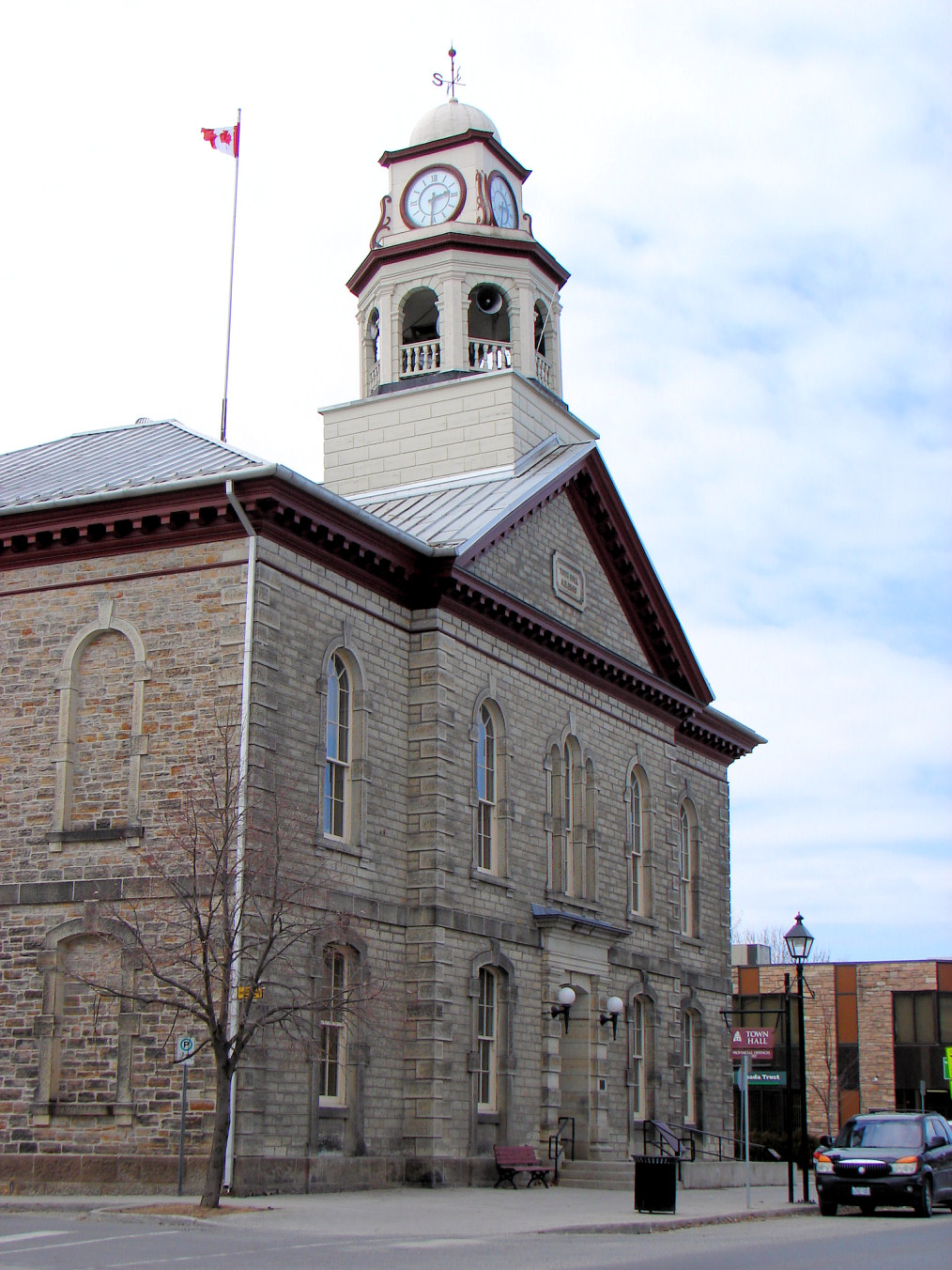
Стара ратуша, Перт, Онтаріо

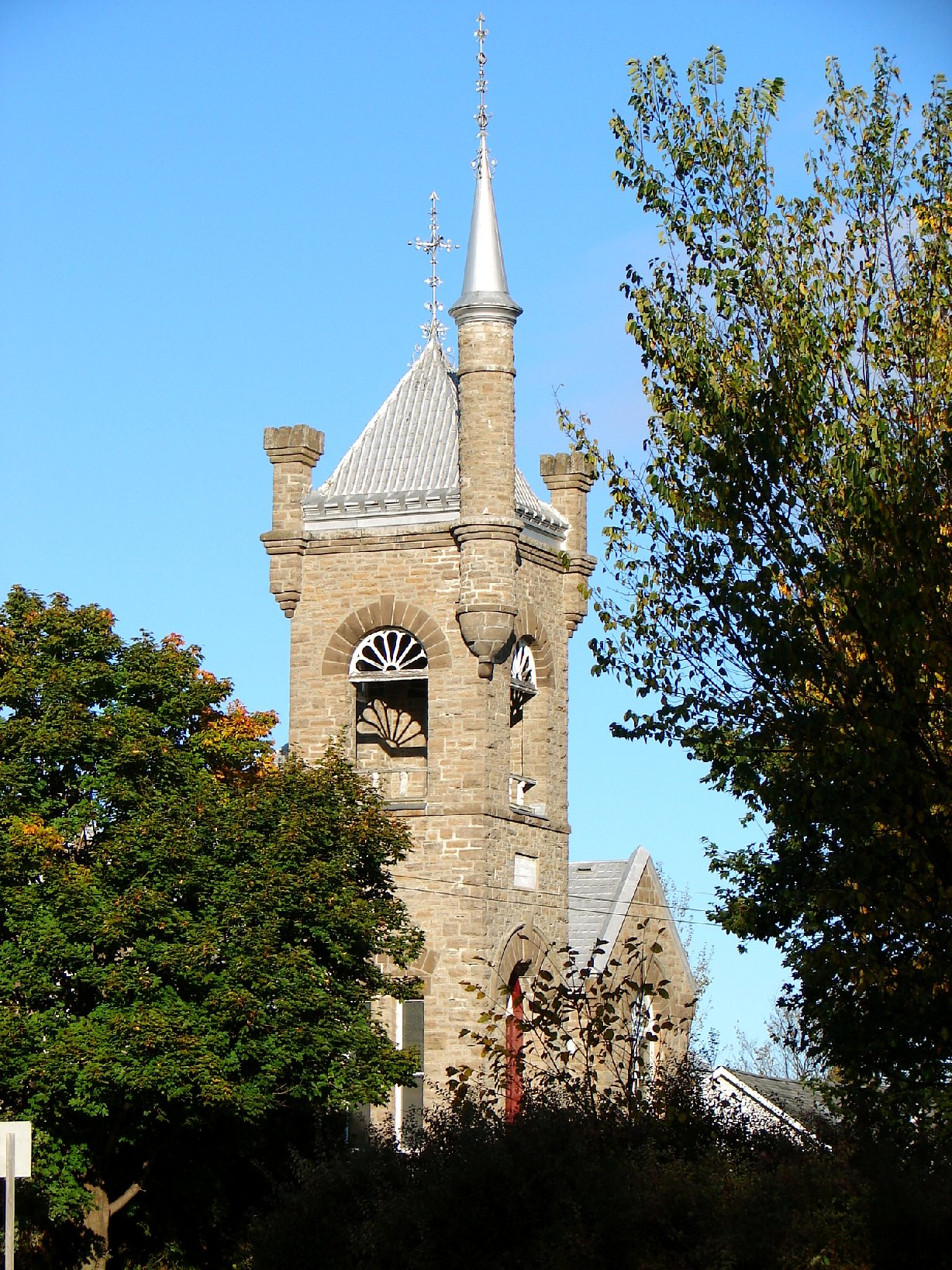
Беквит, Онтаріо

## Адміністративний поділ
- Беквіз (англ. Beckwith) (містечко)
- Карлтон-Плейс (англ. Carleton Place) (містечко)
- Дромонд/Норт-Елмслі (англ. Drummond/North Elmsley) (містечко)
- Ланарк Хейландс (англ. Lanark Highlands) (містечко)
- Міссісіпі-Міллс (англ. Mississippi Mills) (містечко)
- Монтаг'ю (англ. Montague) (містечко)
- Перт (англ. Perth) (містечко)
- Тей-Валі (англ. Tay Valley) (містечко)

Містечко Сміт-Фоллс знаходиться на терені графства, але є окремим муніципалітетом і не підзвітно  графству Ланарк.

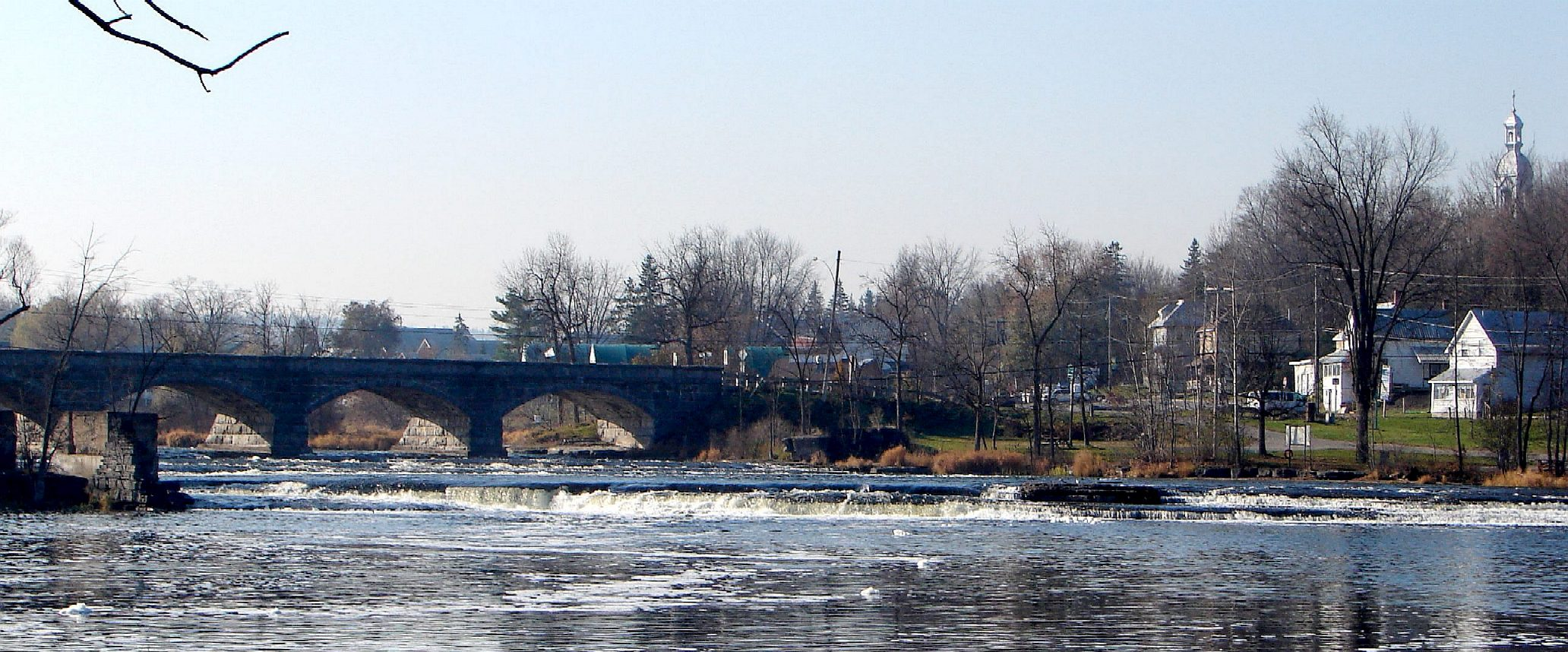
Міссісіпі-Міллс, Онтаріо

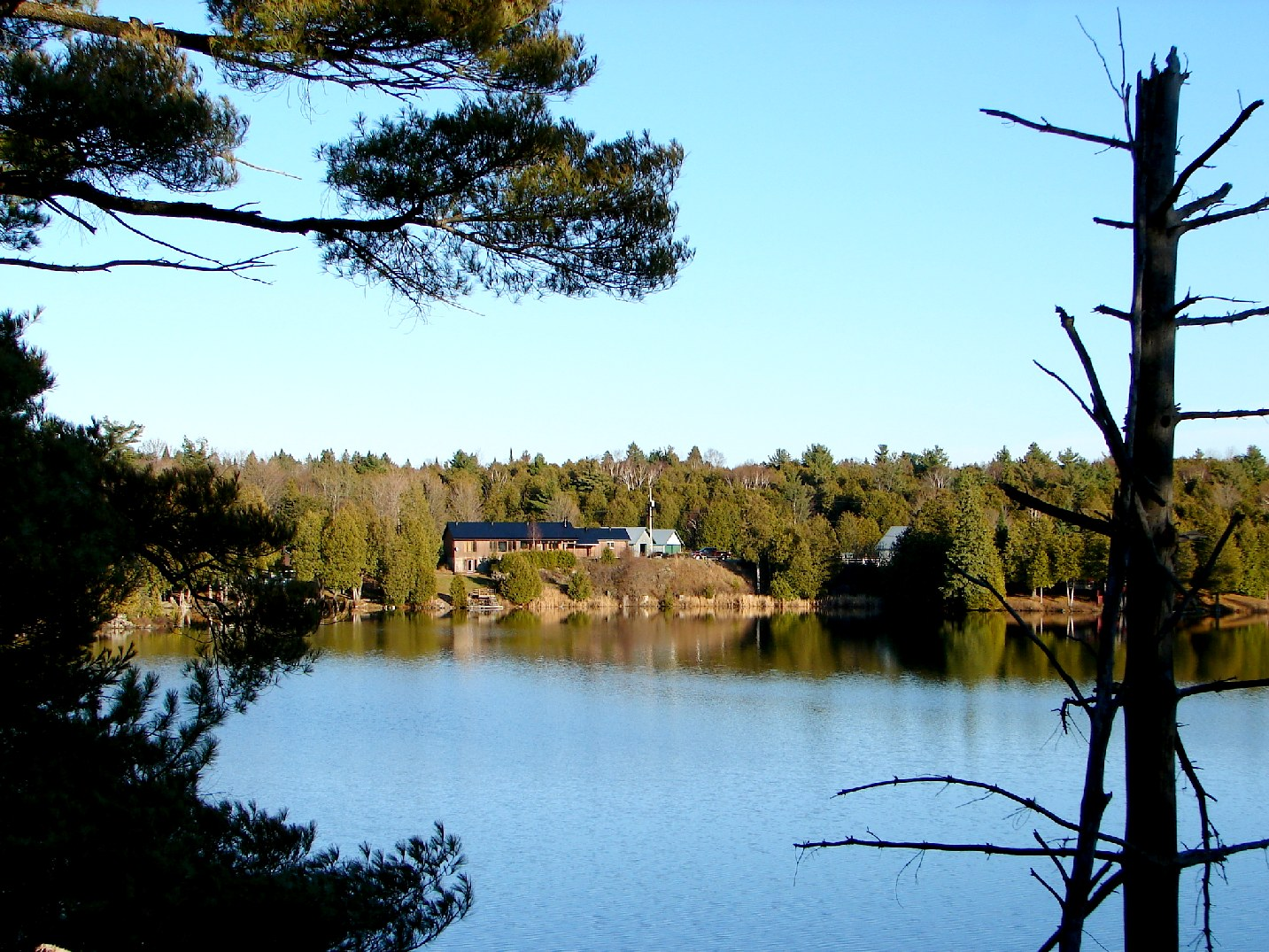
Ланарк Хейландс, Онтаріо